# Theo & Den Magiske Talisman
Theo & Den Magiske Talisman är en julkalender i DR1 från 2018.

## Handling
Theodor blir mobbad av sina klasskompisar, och tillbringar därför mycket tid med sin morfar, Harald. De målar en målning föreställande "Thannanaya" på en vägg runt en kamin i Haralds hus. Harald ramlar ner från en stege och diagnostiseras på sjukhuset med ett för stort hjärta. Harald hamnar till slut i koma. 
Theo åker med hjälp av en magiska talisman till det magiska landet "Thannanaya" för att försöka rädda sin morfar Harald från att dö. På vägen får han sällskap av flickan Simone som precis börjat i hans hans.

## Medverkande
- Kian Lawson-Khalili – Theodor
- Safina Coster-Waldau – Simone
- Bjarne Henriksen – morfar Harald
- Maria Rossing – Helorna
- Jens Jacob Tychsen – Thomas
- Eva Klie Rubow – Alma
- Max Tranberg – Mats Christian
- Peter Zandersen – Björn
- Benedikte Hansen – Karen
- Dagas Malmberg – Otto
- Nicolas Bro – trädmannen
- Ulver Skuli Abildgaard – storbryggaren
- Mercedes Claro Schelin – Berg-Gry
- Jens Andersen – faunen
- Amanda Collin – oraklet
- Amelia Höy – Hidkalderen
- Josephine Ingrid Raahauge – Børsten
- Sarah Boberg – Thanna[1]

## Produktion
Theo & Den Magiske Talisman är skriven av Trine Piil och Peter Gornstein samt regisserad av Peter Gornstein och producerades under arbetstiteln Thannanaya.
Inspelningarna inleddes i oktober 2017. Flera av inspelningarna upptogs Polen medan andra scener spelats in i DR Byen i Köpenhamn.

## Musik
Julkalenderns titelmelodi "Tag Mig Med" sjöngs in av Mads Langer och är skriven i samarbete med kompositören Rasmus Bille Bähncke.